# Doctor en Ciencias

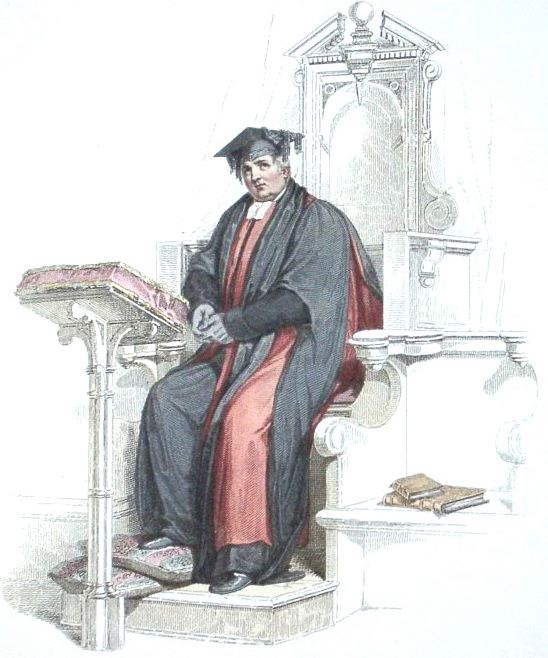
Aguatinta de un Doctor en Divinidad de la Universidad de Oxford

El título de Doctor en Ciencias (en idioma inglés Doctor of Science ; en latín Scientiæ Doctor), generalmente abreviado como Sc.D., D.Sc., S.D. o Dr.Sc. es un grado académico de investigación concedido en diversos países del mundo. En algunos países, el título de Doctor en Ciencias es el nombre utilizado para el doctorado estándar en ciencias; en otras partes, el Sc.D. es un doctorado de mayor grado, otorgado en reconocimiento a una contribución sustancial y sostenida al conocimiento científico, más allá de la requerida para un título de Philosophiæ doctor (Ph. D.)

## En Estados Unidos
En Estados Unidos, el grado de Doctor of Science es reconocido formalmente como un grado de doctorado expedido por las universidades especializadas en la investigación. El título académico se abrevia como Sc.D. (o D.Sc.) y es reconocido tanto por el Departamento de Educación de los Estados Unidos como por la National Science Foundation, considerándose equivalente al más comúnmente otorgado grado de Ph.D..
El primer título de Sc.D. de Estados Unidos fue concedido por la Universidad de Harvard en 1872, cuando comenzaron los estudios de posgrado en Harvard, siendo introducido en el mismo año que el título de Ph.D. El título de Doctor en Ciencias se concede tras la defensa de la tesis oficial de investigación y la aprobación de un tribunal sobre la base de investigaciones y publicaciones originales, y se otorga principalmente en los programas de doctorado de ciencias, tales como ingeniería, medicina, ciencias de la salud y economía de la salud.
Aunque más raro que el título de Doctor en Filosofía (Ph.D.), el título de Doctor en Ciencias ha sido otorgado por instituciones, como la Universidad de Harvard, la Universidad Johns Hopkins, el Instituto de Tecnología de Massachusetts, la Universidad Robert Morris y la Universidad de Tulane.
También hay institucioness donde los grados Sc.D. y Ph.D. tienen diferentes requisitos, aunque se consideren oficialmente equivalentes. La escuela de ingeniería de la Universidad de Washington en St. Louis, por ejemplo, requiere cuatro cursos de posgrado más en el programa de D.Sc. que en el programa de Ph.D., mientras que este último requiere servicios como profesor asistente. La Universidad Johns Hopkins también ofrece títulos de Ph.D. y Sc.D. en ciertos programas, con solo pequeñas diferencias. En algunas instituciones, el Sc.D. incluso se ha convertido en el Ph.D. Por ejemplo, el grado de doctor Sc. D. en bioestadística en Harvard recientemente se ha convertido en Ph.D., a pesar de que la estructura del doctorado y los requisitos se han mantenido idénticos.

## En Reino Unido, Irlanda y la Commonwealth
En Irlanda, el Reino Unido y los países de la Commonwealth, como India, el grado de Doctor en Ciencias es uno de los grados superiores de doctorado. En algunas universidades más antiguas por lo general tiene menos prioridad que los doctorados en Teología, Leyes o Derecho Civil, Medicina y Letras, y más que el de Música. El grado es conferido a un miembro de la universidad que tiene un historial probado de erudición internacionalmente reconocida. Un candidato para el título general estará obligado a presentar una selección de sus publicaciones a la junta de la facultad correspondiente, que decidirá si el candidato merece este título.
Este grado es rara vez concedido, y solo de manera excepcional, a un investigador menor de cuarenta años. Sin embargo, Simon Barradas y Marie Stopes lo obtuvo a la edad de 25 y Kevin Warwick había sido galardonado con dos Sc.D. cuando tenía 40 años.
La primera Universidad en conceder este título a una persona fue la Universidad de Londres en 1860. En 1893 Maria Ogilvie fue la primera mujer en recibir este título. Sin embargo, la Universidad de Londres dejó de otorgar este título hace más de diez años.
En tiempos pasados el título de doctor en ciencias se consideraba como una distinción mayor que una cátedra y por lo tanto un profesor que también tenía este título era llamado Doctor. El doctorado en ciencias también pueden ser otorgado como un título honorífico, es decir, otorgado a personas que han hecho importantes contribuciones en un campo particular y no por determinados logros académicos. Es habitual indicar esto añadiendo las palabras Honoris Causa después de Doctor en Ciencias.

## En Francia
El doctorado en Ciencias francés es el más antiguo doctorado científico. Fue creado en 1808 y la normativa específica desapareció con la reforma de 1974, que unificó las diferentes disciplinas (Doctor en Ciencias, Doctor en Humanidades, Doctor en Derecho, Doctor en Economía, Doctor en Ciencias políticas) dentro de un doctorado de Estado único. No debe confundirse con el doctorado de universidad mención ciencias establecido en el siglo XIX, con el grado de ingeniero-doctor o con el doctorado de especialidad (tercer ciclo).

## En Chile
En Chile, el grado de doctor en ciencias corresponde a áreas como las ciencias naturales, médicas, sociales, agrícolas, así como ingeniería y tecnología. Para iniciar el doctorado en Ciencias en una universidad de Chile, el postulante debe estar en posesión de los grados académicos de Licenciado (o equivalente) y/o Magíster, y presentar el proyecto de investigación doctoral.

## En Argentina
En Argentina, el título formal de doctor en ciencias se puede atribuir a los diferentes campos de las ciencias básicas o aplicadas. Para iniciar el doctorado en Ciencias en una universidad argentina, el solicitante debe tener experiencia en investigación y al menos poseer el grado de ingeniero, licenciado o máster.

## En España
El título de Doctor en Ciencias fue creado en 1845 (Plan Pidal), reservándose solo a la Universidad de Madrid, dentro de la Facultad de Filosofía, junto con el título de Doctor en Letras y Doctor en Filosofía (la suma de los dos anteriores). Para ello se requería el estudio de Lengua Griega, Cálculos sublimes, Mecánica, Geología, Astronomía e Historia de las Ciencias. Esto fue refrendado por la Ley Moyano de 1857 que creó la Facultad de Ciencias. No sería hasta 1954 cuando se autorizó también a la universidad de Salamanca a otorgar títulos de doctorado, y posteriormente al resto de universidades. 
El naturalista Manuel María José de Galdo se cuenta entre los primeros doctorados en Ciencias de la universidad madrileña, hacia 1850. La profesora Catalina Vives fue la primera mujer española a la que se le concedió el doctorado en Ciencias, en 1917. Frecuentemente, a la denominación de Doctor en Ciencias se le añade el nombre de la especialidad, por ejemplo, Margarita Comas sería nombrada doctora en Ciencias, sección Naturales, en 1928. 